# Psycho (boek)
Psycho is een horrorboek uit 1959 geschreven door Robert Bloch en geïnspireerd op de moorden gepleegd door Ed Gein. Er verschenen twee vervolgen op het boek: Psycho II en Psycho House. Het eerste boek werd door Alfred Hitchcock in 1960 verfilmd als Psycho en volgt grotendeels de originele verhaallijn. Op deze film verschenen nog drie vervolgen, maar geen enkele van deze zijn gerelateerd aan de verdere verhaallijnen uit de boeken.

## Verhaal
Norman Bates is een vrijgezel van middelbare leeftijd die wordt gedomineerd door zijn oude, puriteinse, slechtgezinde moeder. Zij verbiedt Norman een eigen leven te leiden en eist zich volledig aan hem op. Samen baten ze een klein motel uit niet ver van het dorpje Fairvale. Sinds de aanleg van een nieuwe snelweg heeft het motel zo goed als geen klanten meer. Wanneer Norman een verhit gesprek voert met zijn moeder in het huis, arriveert Mary Crane.
Mary is op de vlucht nadat ze impulsief 40 000 Amerikaanse dollar stal van een klant van het immobiliënkantoor waarvoor ze werkt. Ze nam het geld zodat haar vriend Sam Loomis zijn schulden kan afbetalen en ze daarna kunnen trouwen. Mary arriveert eerder per toeval aan het motel omdat ze verkeerdelijk de hoofdweg verliet. Omdat ze uitgeput is, biedt Norman haar een diner aan in het huis. Mary overhoort een gesprek tussen Norman en zijn moeder: deze laatste is woedend omdat Norman Mary heeft uitgenodigd en ze dreigt om de dame te vermoorden.
Norman verzorgt daarom het diner ergens in het motel. Mary vraagt of het niet beter is dat mevrouw Bates wordt opgenomen in een psychiatrische instelling. Norman beweert dat dit niet nodig is aangezien er niets mis is met zijn moeder. Hij is ook van mening dat iedereen zijn geduld al eens verliest. Na het avondeten neemt Mary een douche in haar kamer. Een vrouwelijke figuur valt haar daar aan en steekt haar neer met een slagersmes.
Norman, in slaap gevallen door overmatig alcoholgebruik, vindt het lijk van Mary. Hij weet onmiddellijk dat de moord werd gepleegd door zijn moeder en wil haar laten arresteren door de politie. Hij verandert van mening nadat hij een nachtmerrie heeft waarin zijn moeder dreigt te verdrinken in drijfzand. Na een gesprek met zijn moeder besluit hij om het lijk ergens te dumpen en verder te leven alsof er niets is gebeurd.
Lila Crane neemt contact op met Sam omdat haar zus is verdwenen. Ze starten een zoektocht en krijgen hulp van detective Milton Arbogast die werd ingehuurd door Mary's werknemer. Arbogast komt uiteindelijk aan het Bates Motel, maar volgens Norman bleef Mary slechts een nacht en vertrok vervolgens. Arbogast vraagt Norman om zijn moeder te spreken, wat hem wordt geweigerd. Arbogast vindt dit verdacht en licht Lila in. Arbogast geraakt in het huis, maar wordt daar door een vrouwelijke figuur met een scheermes doodgestoken. 
Omdat Sam en Lila niets meer vernemen van Arbogast, gaan ze naar Fairvale. Daar ontmoeten ze de sheriff. Volgens hem stierf mevrouw Bates enkele jaren geleden nadat ze zichzelf en haar vriend vergiftigde. Norman vond de lijken, kreeg een zenuwinzinking en werd enige tijd opgenomen in een psychiatrische instelling.
Sam en Lila gaan naar het motel. Terwijl Sam een gesprek heeft met Norman, sluipt Lila het huis in. Norman verklaart aan Sam dat zijn moeder nog steeds leeft. Wanneer Sam vermeldt dat Lila in het huis is, slaat Norman hem bewusteloos met een fles.
In het huis is Lila geschokt wanneer ze in de kelder het gemummificeerde lijk van mevrouw Bates vindt.  Daarop komt Norman de kamer in. Hij is verkleed als zijn moeder en tracht Lila te vermoorden. Sam rent de kelder in en overmeesterd Norman.
Norman wordt onderzocht door een psychiater. Deze laatste vertelt Sam dat Norman destijds zijn moeder en haar vriend vergiftigde omdat zij geen aandacht meer aan hem schonk. Verder ensceneerde Norman de moord zodat dit alles een opzet leek van zijn moeder. Norman kreeg schuldgevoelens en omdat hij zijn moeder zo hard miste, ontwikkelde hij een dissociatieve identiteitsstoornis. Deze tweede identiteit was zijn moeder die de identiteit van Norman domineerde en misbruikte zoals zijn echte moeder deed. De "moeder"-identiteit vermoordde Mary omdat "zij" jaloers was dat Norman gevoelens had voor een andere vrouw.
Norman wordt gek verklaard en opgenomen in een psychiatrische instelling. Enkele dagen later heeft de "moeder"-identiteit Norman volledig overgenomen waardoor hij virtueel gezien letterlijk zijn moeder is geworden.